# SS-Anwärter
SS-Anwärter (SS-A; SS-Anw.) oder auch SS-Staffel-Anwärter war die Sammelbezeichnung aller SS-Bewerber, die ihre dreimonatige Probezeit in den Bewerberzügen erfolgreich durchlaufen hatten und die für weitere drei Monate in sogenannte Lehrstürme überführt worden waren. Dort wurde ihnen ein (vorläufiger) SS-Ausweis übergeben und sie mussten dort am regulären SS-Dienst teilnehmen. In den Lehrstürmen wurden sie auch weltanschaulich geschult, das heißt, ideologisch im Sinne des Nationalsozialismus indoktriniert.

## Geschichte
Gemäß dem Befehl des Reichsführers SS mit der Tagebuch-Nr. A/9434 vom 9. November 1935 galten als SS-Anwärter all jene, die noch nicht als vollwertiges Mitglied in die SS aufgenommen worden waren.
Im Gegensatz zu den SS-Bewerbern hatten SS-Anwärter bereits die ersten Etappen der Aufnahme- und Bewährungsrituale in den Ausbildungseinheiten durchlaufen und genügten den Anforderungen des Rasse- und Siedlungshauptamtes.
In der SS-Verfügungstruppe, in den SS-Totenkopfverbänden und in der jungen Waffen-SS war SS-Anwärter zudem der Sammelname aller SS-Soldaten während ihrer ersten drei Dienstjahre, wo sie in sogenannte Staffeldienstgrade befördert werden konnten.
Mit Wirkung vom 1. Juni 1936 lauteten die Dienstgradbezeichnungen für SS-Anwärter:
1. Staffelanwärter,
2. Staffelmann,
3. Staffelsturmmann usw.

Aufgrund diverser Definitionsmöglichkeiten des Status SS-Anwärter innerhalb der unterschiedlichen SS-Dienststellen sah sich im Januar 1939 der damalige Chef des SS-Hauptamtes gezwungen, eine für alle SS-Dienststellen einheitliche Begriffsbestimmung festzulegen, damit eine einheitliche Einordnung der SS-Anwärter in den Stärke- und Veränderungsmeldungen gewährleistet war:

„SS-Anwärter sind die jenigen SS-Angehörigen, die unter Zuteilung einer SS-Nummer vorläufig in die SS aufgenommen sind, das heißt sämtliche Staffel-Männer und Staffel-Dienstgrade.“

Diese Neudefinition galt rückwirkend zum 1. Januar 1939 und hatte in Bezug auf die Allgemeine SS Gültigkeit bis zum 8. Mai 1945.
Ab 1939 erhielten SS-Anwärter endgültige SS-Ausweise, welche die bisher verwendeten vorläufigen Ausweise ablösten.
1941 wurde der parteiamtliche Dienstgrad SS-Anwärter in der Waffen-SS in den Heeresdienstgrad Oberschütze umbenannt.

## Rangfolge und Insignien

Kragenspiegel

| niedriger: SS-Bewerber | Dienstrang: SS-Anwärter / Staffel-Anwärter | höher: SS-Mann |

## Uniformierung
SS-Anwärter trugen vor dem Zweiten Weltkrieg im (Standort-)Dienst in der Regel die Uniform ihrer SS-Gliederung. Das heißt, sie waren Träger der schwarzen Dienstuniform der Uniformen der Allgemeinen SS, der SS-Verfügungstruppe oder der SS-Totenkopfverbände. Abweichend davon verwendeten Anwärter der beiden letzten Gliederungen auch erdgraue und erdbraune Uniformen, da sich die schwarze Uniform in vielen ihrer Bereiche als zu unpraktisch erwiesen hatte.
Abweichend davon war es ihnen nicht erlaubt, irgendwelche SS-Insignien zu verwenden. Erlaubt war ihnen lediglich das Tragen der Hakenkreuzarmbinde am linken Oberarm sowie der SS-Totenkopf und das Hoheitszeichen der NSDAP an den Dienstmützen. Letzteres wurde 1936 durch ein eigenes Adlerdesign („SS-Adler“) abgelöst.
Als Teil einer „Aufmarsch-“ oder „Absperr-SS“ war es SS-Anwärtern auch erlaubt, schwarze Stahlhelme und gleichfarbiges Sturmgepäck zu tragen.
1938 wurde in den Gliederungen der SS das bisher verwendete Braunhemd der Partei zugunsten eines weißen Trikothemdes aufgegeben. Das Braunhemd wurde von diesem Zeitpunkt an nur noch von den SS-Bewerbern verwendet.

## Der Werdegang vom Bewerber zum SS-Mann
Der deutsche Historiker Heinz Höhne beschrieb in seinem Standardwerk „Der Orden unter dem Totenkopf“ mit dem Untertitel „Die Geschichte der SS“ grob den Werdegang eines SS-Bewerbers bzw. -Anwärter zum SS-Mann:

„Am 9. November, dem Jahrestag des Münchner Bierkeller-Putsches, trat der 18jährige Kandidat in die SS ein, wurde zum Staffel-Bewerber ernannt und zog eine SS-Uniform ohne Kragenspiegel an. Der 30. Januar (NS-Machtübernahme) sah den Staffel-Bewerber bereits als Staffel-Jungmann und im Besitz eines vorläufigen SS-Ausweises. Erster Höhepunkt war dann Hitlers Geburtstag. Am 20. April, mit Kragenspiegeln und endgültigem SS-Ausweis versehen, den Eid auf seinen Führer. […] Doch für den Staffel-Anwärter der Allgemeinen SS war die Zeit der Prüfungen noch nicht vorbei. Zwischen Schwur (20. April) und Einrücken zum Arbeitsdienst (1. Oktober) musste der Anwärter das Reichssportabzeichen erwerben und den SS-Katechismus erlernen, dessen Frage- und Antwort-Spiel den Staffel-Anwärter noch tiefer in den Hitler-Kult des Schwarzen Ordens einführte. […] Derartig weltanschaulich gedrillt, absolvierte nun der Staffel-Anwärter seine Pflichtzeit in Arbeitsdienst und Wehrmacht, um schließlich in neuer Gestalt bei der SS aufzutauchen, als Staffel-Vollanwärter. Lauteten die Auskünfte der Wehrmacht günstig, so konnte er innerhalb eines Monats endgültig in den Orden aufgenommen werden. Erneut schrieb man den 9. November: Der Kreis hatte sich geschlossen. Der neue SS-Mann legte abermals einen Eid ab. Diesmal schwor er für sich und seine zukünftige Familie, den Heiratsbefehl des Reichsführer-SS vom 31. Dezember 1931 zu befolgen, der allen SS-Mitgliedern die Pflicht auferlegte, ‚einzig und allein nach rassischen und erbgesundheitlichen Gesichtspunkten‘ und nur mit Genehmigung des RuSHA oder Himmlers zu heiraten.“

Höhne beschreibt in seinem oben zitierten Buch den Weg „vom Staffel-Bewerber zum SS-Mann“ wie folgt, wobei er sich auf die von Himmler verfasste Verkündung beruft. Dabei verwendet er auch die vom Reichsführer etablierten, aber nie offiziell eingeführten Begriffe „Staffel-Jungmann“ und „Staffel-Vollanwärter“.
Am 9. November 1935 griff das von Himmler eingeführte „Ehrengesetz des SS-Mannes“, das auch neben dem „Führereid“ auch das Bekenntnis zu Adolf Hitler und seiner nationalsozialistischen Idee beinhaltete.
Himmler selbst bezog sich bei diesem „Frage-Antwort-Spiel“ auf das Buch „50 Fragen und Antworten für den SS-Mann“, dessen erste Frage „Wie lautet dein Eid?“ wie folgt beantwortet werden musste:

„Wir schwören Dir, Adolf Hitler,

als Führer und Kanzler des Deutschen Reiches

Treue und Tapferkeit.

Wir geloben Dir und den von Dir bestimmten Vorgesetzten

Gehorsam bis in den Tod,

So wahr uns Gott helfe.“

Die nächsten Fragen lauteten: „Glaubst Du an einen Gott?“, „Was hältst Du von einem Menschen, der an keinen Gott glaubt?“ und die erwarteten Antworten „Ja, ich glaube an einen Herrgott.“ und „Ich halte ihn für überheblich, größenwahnsinnig und dumm; er ist für uns nicht geeignet.“
„SS-Bewerber“ war gemäß Himmler und Höhne, wer am 9. November 18-jährig in die SS eintrat und dort bereits in Uniform Dienst tat.
Als „Staffel-Jungmann“ definierten Himmler wie auch Höhne einen SS-Bewerber, der bereits am 30. Januar im Besitz eines vorläufigen SS-Ausweises war.
Wie sich „der Weg des SS-Mannes“ innerhalb der verschiedenen Gliederungen der Schutzstaffel gestaltete, wird in den nachfolgenden Abschnitten dargestellt.

## Allgemeine SS
SS-Staffel-Anwärter der Allgemeinen SS war der Sammelname all jener, die sich um Aufnahme in die Allgemeine SS beworben, die rassische Untersuchung der SS-Ärzte erfolgreich bestanden hatten und über deren endgültige Aufnahme noch nicht entschieden war.
Der Begriff „SS-Anwärter“ stammt aus Zeiten des massiven Ausbaus der nationalsozialistischen Schutzstaffel, welcher zwischen 1930 und 1933 in der sogenannten Kampfzeit erfolgte.
Er wurde gemäß der „Vorläufigen Dienstordnung für die Arbeit der SS“ (DU-DO-31) im Juni 1931 eingeführt und löste den bis dahin gebräuchlichen Begriff des SS-Bewerbers ab. 
Eine Mitgliedschaft in der NSDAP wurde stets vonseiten der Reichsführung SS als unabänderliche Grundvoraussetzung für die Aufnahme in die Allgemeine SS angesehen. Doch offenbarte es sich in den Statistiken der ab 1934 herausgegebenen Dienstalterslisten der SS, dass vor allem innerhalb des mittleren und des oberen SS-Führerkorps zahlreiche SS-Führer gab, die keine Parteigenossen waren. Allein die Ausgabe von 1938 wies 1144 SS-Führer auf, die keine Parteigenossen waren und die damit einen Gesamtanteil von 8,3 % aller SS-Führer darstellten.
Bis zur förmlichen Trennung der Begriffe „SS-Bewerber“ und „SS-Anwärter“ im Januar 1939 wurden beide Bezeichnungen in der SS synonym geführt, obgleich sie offiziell bereits seit 14. Oktober 1934 unterschiedliche Staffeldienstgrade darstellten.

### Ausweis und Uniformen
Bis Ende 1938 wurde SS-Anwärtern ein vorläufiger SS-Ausweis ausgehändigt, der Anfang 1939 einem endgültigen wich. Auf der Rückseite des neuen Ausweises war der Zeitpunkt angegeben, wann die reguläre Beförderung zum SS-Mann möglich wäre.
Zudem waren sie verpflichtet, sich bereits als SS-Bewerber auf eigene Kosten eine schwarze SS-Uniform zuzulegen, die über von der NSDAP legitimierten Fachhändlern oder über die SS-Kleiderkasse zu beziehen waren.
Zur Uniform trugen sie bis Anfang 1939 das Braunhemd der Partei und einen schwarzen Binder. Ansonsten durfte die Uniform keinerlei SS-Abzeichen außer den ihnen erlaubten besitzen. Anfang 1939 wich das Braunhemd einem weißen Trikothemd.

### Eintritt in die Allgemeine SS
1930–1938 erfolgte der Eintritt in die Allgemeine SS im Alter von 17½ Jahren, als der Bewerber im Januar/Februar seinen Aufnahme- und Verpflichtungsschein (AV-Schein) beim örtlichen SS-Sturm abgab und mit diesem Schein um Aufnahme zum 1. April bat. Der Annahmetag des AV-Scheins galt als Eintrittsdatum in die Allgemeine SS.
Anfänglich war die Mindestgröße von 170 cm für die Allgemeine SS vorgesehen, doch wurde diese nach 1934 altersmäßig gestaffelt.
Ab Februar 1938 teilte sich die Allgemeine SS mit der Verfügungstruppe und den Totenkopfverbänden die Praxis, dass die Bewerber der Allgemeinen SS gemeinsam mit den Freiwilligenbewerber der Verfügungstruppe und der Totenkopfverbände gemustert wurden. Der Meldeschluss für eine Übernahme zum 1. Oktober stellte der 1. Februar (Meldeschluss I) und der Meldeschluss für eine Übernahme zum 1. April stellte der 1. August (Meldeschluss II) des Vorjahres dar.
Nach Ableistung einer sechsmonatigen Probe- und Bewährungszeit in den Bewerberzügen und den Lehrstürmen der Allgemeinen SS wurde der Kandidat am 9. November offiziell als Staffel-Anwärter in die SS aufgenommen. In der sechsmonatigen Probe- und Bewährungszeit konnte der Kandidat jederzeit schriftlich seinen Austritt erklären oder der lokale SS-Sturmführer konnte diesen ohne Angabe von Gründen entlassen, wenn dieser der Ansicht war, der Kandidat sei für die weitere Verwendung in der SS nicht geeignet. Außerdem konnte Himmler in seiner Funktion als Reichsführer jederzeit Anwärter entlassen, ausschließen oder ausstoßen, wenn diese nicht SS-geeignet waren oder massiv gegen den SS-Ehrenkodex verstoßen hatten.
Waren die Einstellungskriterien der Allgemeinen SS auch für die bewaffnete SS maßgeblich, so änderte sich 1940 die Definition „SS-tauglich“: Von nun an mussten Kandidaten den Maßstäben der Waffen-SS entsprechen.

### Dauer der Anwartschaft und SS-Dienst
1937 legte Heinrich Himmler in seiner Eigenschaft als Reichsführer fest, dass alle SS-Anwärter eine Anwartschaft von 1½ Jahren zu durchlaufen hatten, bevor sie als 21-jährige nach Ableistung ihres Führereides (20. April) und des Reichsarbeitsdienstes (1. Oktober) und ihrer zweijährigen Wehrpflicht in ihre Stammeinheit zurückkehren und erneut einen Eid auf Hitler sowie den Sippeneid (9. November) schworen, worauf sie mit Übergabe des „SS-Seitenwaffe“ endgültig in die SS als SS-Mann übernommen wurden.
Am 6. Februar 1936 revidierte der Reichsführer SS Himmler die Dauer der Anwartschaft für Angehörige der HJ wie folgt:

„1.) Die Anwärterzeit in der SS für HJ-Angehörige, die bereits vor dem 30.1.33 der Hitlerjugend angehörten und aus ihr nach ununterbrochener Dienstzeit zur SS übergetreten bzw. in Zukunft übertreten werden, wird entgegen den im Befehl vom 9. November 1935 A/9434, festgelegten Bestimmungen auf ein halbes Jahr festgesetzt.
2.) Diese Vergünstigung ist auch den HJ-Angehörigen zu gewähren, die noch während ihrer Zugehörigkeit zur Hitlerjugend ihre Arbeitsdienst- und Wehrpflicht erfüllt haben und anschließend hieran der SS beitreten.
3.) Die Voraussetzung für die Anwendung dieser Sonderregelung ist jedoch, daß in beiden Fällen durch entsprechende Dienstbescheinigungen in lückenloser Nachweis über die abgeleisteten Dienstzeiten geführt wird.
Der Reichsführer-SS
gez. Himmler“

Obgleich der Nachweis der arischen Abstammung für SS-Bewerber und -Anwärter obligatorisch war, kamen viele Bewerber und Anwärter diesem Nachweises nicht nach. Offiziell wurde die Überlastung der zuständigen Pfarrämter angeführt, sodass sich Himmler genötigt sah, am 5. September 1936 folgende Anweisung herauszugeben:

„Die Beschaffung der Unterlagen für den Nachweis der arischen Abstammung der SS-Anwärter ist auf erhebliche Schwierigkeiten gestoßen, da die Pfarrämter zurzeit sehr stark überlastet sind und die jüngeren SS-Anwärter oft auch nicht über die erforderlichen Geldmittel, die zur sofortigen Beschaffung der Urkunden erforderlich sind, verfügen.

In Ergänzung des Befehls RFSS Chef des SS-Amtes P II Tgb.Nr. 9757 vom 1.10.1934 wird daher als Übergangsbestimmung befohlen:

1.) Aufnahme von Staffelanwärter in die SS, deren Aufnahmegesuch bereits läuft:

SS-Anwärter, deren Aufnahmegesuch in den Jahren 1934 bis 1936 eingereicht wurde, dürfen bereits vor Abschluß der Nachprüfung der arischen Abstammung in die SS aufgenommen werden. In Abänderung des Abs. 12 des oben erwähnten Befehls sind von diesen SS-Bewerbern sofort einzureichen:
1.) Ein SS-Aufnahme- und Verpflichtungsschein mit Lichtbild (Kopfgröße 2 cm).
2.) Ein polizeiliches Führungszeugnis.
3.) Ein politisches Führungszeugnis der zuständigen Ortsgruppe der NSDAP, der HJ, des RAD. oder gegebenenfalls der SA.
4.) Ein Lichtbild für den SS-Ausweis (Kopfgröße 2 cm). Die unter 2 und 3 genannten Papiere können von den ausstellenden Behörden oder Parteidienststellen direkt an den aufnehmenden SS-Sturm gesandt werden.
5.) Ein R.u.S.-Fragebogen, genau ausgefüllt.
6.) Ein Erbgesundheitsbogen, genau ausgefüllt, unterschrieben und vom zuständigen SS-Arzt geprüft und unterschrieben.

Nach Abgabe dieser Papiere kann die Aufnahme des SS-Bewerbers als Staffel-Anwärter gemäß Abs. 14 des genannten Befehls erfolgen. Er hat regelmäßig am SS-Dienst teilzunehmen und ist zum Tragen des SS-Dienstanzugs berechtigt, jedoch ohne Seitenwaffe.

Soweit einzelne der obengenannten Aufnahmepapiere bereits eingesandt sind, ist eine nochmalige Ausfertigung nicht erforderlich. Es sind lediglich die fehlenden Papiere nunmehr umgehend einzureichen.

Das R.u.S.-Hauptamt-SS überprüft die Aufnahmegesuche daraufhin, ob aus erbgesundheitlichen Gründen Einwände gegen die endgültige Aufnahme des SS-Bewerbers erhoben werden müssen und gibt die Aufnahmepapiere unter Mitteilung des Prüfungsergebnisses an das SS-Hauptamt weiter.

Falls der Antragssteller für die SS geeignet ist, verfügt das SS-Hauptamt nunmehr seine endgültige Aufnahme in die SS gemäß Befehl RFSS Tgb.Nr. A/9434 v. 9.1.1935 unter Berücksichtigung des Befehls RFSS, Chef des SS-Hauptamtes, Z.K. Tgb.Nr. Ch. 1003/36 vom 25.5.1935.

2.) Nachträgliche Erbringung des Nachweises über die arische Abstammung.

Sämtliche SS-Anwärter, deren Aufnahme gemäß Abs. 1 erfolgt ist, sind verpflichtet, den Nachweis der arischen Abstammung gemäß den auf der SS-Ahnentafel enthaltenen Richtlinien bis spätestens 1.1.1938 zu erbringen. 
Die Schulungsleiter des R.u.S.-Hauptamtes-SS haben die SS-Anwärter hierbei weitestgehend zu beraten und zu unterstützen.

Der Führer der Einheit hat sich laufend davon zu unterrichten, 
daß der Antragssteller an der Aufstellung seiner Ahnentafel arbeitet. 
Er hat sich zu diesem Zweck monatlich einmal von den SS-Anwärtern die Ahnentafel mit den in der Zwischenzeit neu beschaffenen Urkunden und dem geführten Schriftwechsel vorlegen zu lassen. Über die regelmäßige Überwachung der Ahnenforschung ist vom Führer der Einheit entsprechende Eintragung in das Dienstbuch zu machen.

3.) Aufnahme neuer SS-Bewerber.

SS-Bewerber, deren Aufnahme 1937 und später erfolgen soll, sind nach Möglichkeit bereits ein Jahr vor der beabsichtigten Übernahme aus der HJ. durch die SS-Musterungskommission auf SS-Tauglichkeit zu untersuchen. Diese SS-Bewerber sind bereits bei der Musterung von dem zuständigen Rassereferenten ausdrücklich darauf hinzuweisen, daß die Aufnahme in die SS u.a. vom Nachweis der arischen Abstammung bis 1.1.1800 abhängig ist und daß sich die SS-Bewerber daher sofort um die Beschaffung der entsprechenden Unterlagen bemühen müssen, also noch bei der Dienstleistung bei der HJ.

Der Reichsführer SS

H. Himmler“

„SS-Dienst“ war generell alles, was Angehörige der SS in Uniform ausübten. Und dieser Dienst war in der Allgemeinen SS vielschichtig: In den sechs Monaten zwischen dem Führereid (20. April) und dem Eintritt zum Reichsarbeitsdienst (1. Oktober) musste der SS-Bewerber nicht nur das SA-Sportabzeichen, sondern auch das Deutsche Reichssportabzeichen in Bronze erwerben sowie den sogenannten SS-Katechismus erlernen, welcher ihm als „Frage- und Antwort-Spiel“ im „Weltanschaulichen Unterricht“ übermittelt wurde. Durch diese Indoktrinierung sollte der SS-Bewerber mit dem Nationalsozialismus und seinem Führer- und Gefolgschaftssystem verinnerlichen.
Der SS-Anwärter trat als überzeugter Nationalsozialist einen Reichsarbeitsdienst an und leistete auch als solcher seine Wehrpflicht ab. Während dieser Zeit ruhte seine Anwartschaft und der SS-Anwärter wurde in den Mitgliederlisten als SS-Zugehöriger geführt. Die Wehrpflicht leisten die SS-Anwärter überwiegend in den drei Wehrmachtsteilen (Heer, Marine, Luftwaffe) ab, nur ein geringer Teil von ihnen trat in die Verfügungstruppe ein. Letztere wie auch reguläre SS-Männer der Allgemeinen SS besaßen keinen Anspruch, in der Verfügungstruppe in ihren in der Allgemeinen SS erreichten Dienstgraden eingesetzt zu werden, da diese von der Verfügungstruppe nicht anerkannt wurden.
Die Wehrmacht beurteilte alle ihre Wehrpflichtigen, so auch die in ihr dienenden SS-Angehörigen. Wurde dort einem SS-Anwärter durch ein Führungszeugnis der Wehrmachtsstellen bescheinigt, dass dieser seine Militärdienste dort ohne Auffälligkeiten durchlaufen hatte. Hatte sich der SS-Angehörige jedoch für eine Weiterverwendung in der Wehrmacht als Berufssoldat entschieden, so konnte er aus der SS „in Ehren aus- und in das Reichsheer eintreten“. Entschied er sich gegen eine militärische Weiterverwendung, so hatte der intern nun „Staffel-Vollanwärter“ genannte SS-Angehörige die Möglichkeit, innerhalb von vier Wochen endgültig in die Allgemeine SS aufgenommen zu werden.
Nach Beendigung seiner Wehrdienstzeit kehrte der SS-Anwärter wieder in seine reguläre Einheit zurück und nahm dort seinen vielschichtigen Dienst wieder auf. Dieser gliederte sich in der Allgemeinen SS in einem „Standortdienst“ und dem „Einsatzdienst“, der im Vier-Wochenrhythmus ausgeübt wurde.
Der „Standortdienst“ umfasste den Einsatz von SS-Angehörigen in Dienststellen der Allgemeinen SS, der Polizei oder in Parteidienststellen.
Der „Einsatzdienst“ stellte die wichtigste Komponente dar. Darunter verstand man auch die drei Mal in der Woche stattfindenden politischen Schulungen: Dieser „Weltanschauliche Unterricht“ unterstand der Kontrolle des SS-Schulungsamtes, die wiederum dem Schulungsamt der NSDAP unterstellt und verantwortlich war. Hier erlernte und vertiefte der SS-Anwärter die Geschichte des Nationalsozialismus und der SS, die deutsch-germanische Führungsrolle über Europa und die damals vertretene Rassentheorie. Der Unterricht selbst richtete sich nach Anweisungen des SS-Rassenamtes und des Rassenpolitischen Amtes der NSDAP.
Zum „Einsatzdienst“ gehörte auch der Dienstsport, auf dem bei der SS größten Wert gelegt wurde: Daher mussten alle SS-Angehörige – wenn gesundheitlich möglich – das Reichssportabzeichen in allen Stufen erwerben. War ein SS-Staffel-Anwärter besonders sportlich begabt, dann wurde er in SS-Sportgemeinschaften überführt und vom SS-Dienst befreit, damit er sich auf seine sportlichen Aufgaben konzentrieren konnte.
Auch mehrtägige „Alarmierungen“ zweimal in der Woche abends und/oder mehrstündig an zwei Sonntagen im Monat galt als „Einsatzdienst“. Weitere „Einsatzdienste“ waren die Anwerbung neuer SS- und Parteimitglieder sowie neuer Abonnenten des Völkischen Beobachters und des Schwarzen Korps (Zentralorgan der Reichsführung SS).
Die Teilnahme an den monatlichen Sprechabenden der NSDAP (Parteiversammlungen der Ortsgruppe) war ebenfalls verpflichtender „Einsatzdienst“, allerdings besaßen SS-Angehörige die Auflage, sich dort zurückzuhalten.
SS-Anwärter konnten auch zum „SS-Streifendienst“ herangezogen werden, den sie im Rahmen des „Einsatzdienstes“ ableisteten. Bei den monatlichen Propagandamärschen oder dem jährlichen Reichsparteitag konnten auch SS-Anwärter aktiver Teil der „Aufmarsch-SS“ sein. Die Teilnahme daran galt ebenfalls als „Einsatzdienst“. Desgleichen auch, wenn SS-Anwärter Teil der sogenannten „Absperr-SS“ waren oder sie im Rahmen von Parteiveranstaltungen Sicherungsaufgaben (Saal- und Personenschutz) abhielten.
Im Rahmen des „Einsatzdienstes“ konnten von SS-Anwärter, vor allem während des Zweiten Weltkrieges, auch Bewachungs- und Sicherungsaufgaben polizeiähnlichen Charakters durchgeführt werden. Aber auch die vor- und nachmilitärische Schulungen durch Angehörige der Ergänzungsverbände der Verfügungstruppe und/oder in einem der drei SS-Übungslager (Dachau, Sachsenhausen und Buchenwald) der SS-Totenkopfverbände erfolgten.
Im Katastrophenfall konnten SS-Anwärter zudem im Rahmen ihres „Einsatzdienstes“ zu Stürmen oder Sturmbanne z. b. V. (zur besonderen Verwendung) zusammengeführt werden.

## SS-Verfügungstruppe
SS-Staffel-Anwärter der SS-VT, wie die Freiwilligenbewerber der SS-Verfügungstruppe ursprünglich genannt wurden, mussten – gleich den Anwärtern der Allgemeinen SS – volle „SS-Tauglichkeit“ im Sinne der Allgemeinen SS besitzen, wie diese durch das RuSHA definiert wurde. Zudem war es seit den Nürnberger Rassegesetze (1935), dass sie deutschblütig waren und die deutsche Staatsangehörigkeit besaßen.
Kern der Verfügungstruppe stellten 1933–1934 die Politischen Bereitschaften dar, die ursprünglich aus Angehörigen der Allgemeinen SS gebildet und ab 1936 aus dem staatlichen Polizeietat finanziert wurden; zuvor waren sie von der Polizei der Länder finanziert worden.

### Ausweis und Uniformen
1933–1934 besaßen Angehörige der Politischen Bereitschaften reguläre SS-Ausweise. Nach Aufstellung der Verfügungstruppe durch Umwandlung und Aufstockung der Politischen Bereitschaften erhielten deren Angehörige Truppenausweise der SS-Verfügungstruppe, deren Gestaltung sich an denen der Wehrmacht orientierte. Auf der Rückseite des Ausweises war der Zeitpunkt genannt, wann die reguläre Ernennung zum SS-Mann erfolgen sollte.
Ihre Uniformen bezogen die SS-Anwärter der VT durch die Kleiderkammern der jeweiligen SS-Standarte, denen sie angehörten und die eng mit der SS-Kleiderkammer und der Reichszeugmeisterei zusammenarbeiteten.
Anfänglich benutzten die Einheiten der Verfügungstruppe die schwarze Uniform der Allgemeinen SS, wobei diese bis 1934 keine Schulterklappen aufwies. Im Mai 1934 wurde bei ihnen das einzelne Schulterstück der Allgemeinen SS eingeführt.
Während ihrer dreimonatigen Probezeit war es SS-Anwärtern der VT verboten, SS-Insignien zu tragen. Ausnahme stellte nur die Hakenkreuzarmbinde am linken Oberarm dar. Allein die Kopfbedeckung in Form der Dienstmütze oder des Schiffchens trug den SS-Totenkopf und das Hoheitszeichen der NSDAP, welches 1936 durch den SS-Adler abgelöst wurde.
Im Herbst 1934 wurde bei der Verfügungstruppe erdgraue Uniformen eingeführt, deren Schnitt sich anfänglich an der schwarzen Uniform orientierte. Zeitgleich wurden eine zweite Schulterschnur und ein Ärmeladler als nationales Kennzeichen eingeführt.
1937 wurde in der Verfügungstruppe eine feldgraue Uniform eingeführt, die im Wesentlichen der Wehrmachtsführung entsprach, und 1938 wurden die SS-Schulterschnüre zugunsten der bei der Wehrmacht verwendeten Schulterklappen abgelöst. Darüber hinaus wurde das bisher verwendete Braunhemd der Partei durch ein weißes Trikothemd abgelöst und Anwärter waren nun berechtigt, Kragenspiegel ohne Paspelierung zu tragen.

### Eintritt in die SS-Verfügungstruppe
Jeder Interessierte konnte sich ab 1934 bei jeder örtlichen SS-Standarte – und ab 1938 – bei jeder für seinen Wohnort zuständige Erfassungsstelle der Wehrmacht zum Dienst in der Verfügungstruppe melden. Die Meldeschlüsse waren gleich derer, die auch für die Allgemeine SS galten: Für eine Einstellung zum 1. Oktober musste sich der Kandidat bis zum 1. Februar gemeldet haben, während für eine Einstellung zum 1. April der 1. August des Vorjahres maßgeblich war.
Die Freiwilligen mussten 1938 beispielsweise für die Leibstandarte SS Adolf Hitler mindestens 178 cm, für die SS-Standarten Deutschland und Germania mindestens 174 cm und für Musikzüge sowie Pionier- und Nachrichtensturmbanne 172 cm groß sein.
Der Dienst in der Verfügungstruppe galt als Ableistung des Wehrdienstes, daher wies diese keine SS-Zugehörigen auf. War es bis 1934 Usus, dass in der Verfügungstruppe treue Parteimitglieder der NSDAP dienten, wurde dieser Anspruch rasch aufgegeben, um eine massive Aufstockung zu gewährleisten. Allein der Anspruch, dass der Kandidat den Vorgaben der Inspektion der SS-Verfügungstruppe entsprach, wurde bis 1940 aufrechterhalten.
Der SS-Anwärter der VT verpflichtete sich auf Dauer von vier Jahren, wobei die ersten zwei als Ableistung der Wehrpflicht galt. Besoldet wurden sie nach Heeresvorschrift. Für den Fall, dass der Anwärter die Eigenschaft zum Unterführer aufwies, gab dieser vorab sein Einverständnis, in diesem Fall seine Dienstzeit auf 12 Jahre zu verlängern.
Die ersten drei Monate, die Zeit der Grundausbildung, galt offiziell als „Probezeit“, in der ein SS-Anwärter der VT jederzeit und ohne Nennung von Gründen entlassen werden konnte. Ein Anspruch auf Wiedereinstellung existierte nicht.
Nach Beendigung ihrer Dienstzeit stellte man den Anwärtern eine mögliche Übernahme in die Polizei in Aussicht.
Traditionell fand die Vereidigung der SS-Anwärter der VT am 9. November um 22:00 Uhr an der Münchener Feldherrnhalle am Odeonsplatz statt, an der auch Adolf Hitler als „Oberster SS-Führer“ teilnahm.

### Dauer der Anwartschaft und SS-Dienst
Auch in der Verfügungstruppe galt seit 1937, dass alle Anwärter eine Anwartschaft von 1½ Jahren zu durchlaufen hatten. In den ersten drei Dienstjahren konnten SS-Anwärter der VT in Staffeldienstgrade befördert werden. Der Sold entsprach allerdings dem eines SS-Mannes gleicher Rangstufe.
Nach der Grundausbildung wurden SS-Anwärter der VT aktiv in den militärischen Dienst eingebunden, der sich bis 1938 noch als „SS-Dienst“ definierte und „Standortdienst“ und „Einsatzdienst“ umfasste und im Vier-Wochenrhythmus gegliedert war.
Der „Standortdienst“ umfasste alle Tätigkeiten, die in den Baracken und in den Dienststellen der Kaserne stattfanden. Neben Schreib- und Verwaltungsarbeiten fielen auch die Reinigung der Zimmer oder der Uniformen darunter. Aber auch die Waffenpflege und -instandhaltung.
Der „Einsatzdienst“ in der SS-Verfügungstruppe war nicht so umfangreich wie der in der Allgemeinen SS. Doch waren Parteimitglieder verpflichtet, an den Sprechabenden der NSDAP teilzunehmen und neue Mitglieder für SS und NSDAP zu werben. Auch konnten SS-Anwärter der VT bei einem Katastrophenfall herangezogen werden, da seit dem 9. November 1936 der regionale SS-Führer (SS-Oberabschnittsleiter) als örtlicher Führer der ihm unterstellten Gesamt-SS Zugriffsrechte und damit auch Befehlsgewalt über diese besaß.
„Einsatzdienst“ waren „Streifendienst“, Dienstsport, Exerzieren, Waffen- und Geländekunde. Aber auch Manöver sowie die Teilnahme an verordneten Großveranstaltungen, Parademärschen usw. fiel unter „Einsatzdienst“. Einen besonderen „Einsatzdienst“ stellte das Stellen von Ehrengarden dar, welches in Paradeuniformen stattfand.
Dreimal in der Woche fand auch in der Verfügungstruppe ein „Weltanschaulicher Unterricht“ statt, da nach Hitlers Anweisungen vom 17. August 1938 die Verfügungstruppe ideologisch im Sinne des Nationalsozialismus zu schulen sei.
Nach zwei Jahren in der Truppe konnte die Beförderung zum SS-Staffel-Rottenführer erfolgen, wenn der SS-Anwärter der VT von seinen Vorgesetzten als geeignet angesehen wurde.
Nach Ableistung ihrer Wehrpflicht konnten SS-Anwärter der VT wählen, ob sie „ehrenvoll entlassen“ und als vollwertige SS-Männer in die Allgemeine SS übertreten oder ob sie weiterhin bei der Truppe verbleiben wollten.

## SS-Totenkopfverbände
SS-Staffel-Anwärter der SS-TV, wie die Freiwilligenbewerber der SS-Totenkopfverbände ursprünglich genannt wurden, mussten – gleich den Anwärtern der Allgemeinen SS und der Verfügungstruppe – die volle „SS-Tauglichkeit“ im Sinne der Allgemeinen SS besitzen.
Aufgrund seines polizeiähnlichen Charakters wurde bis zum September 1939 der Dienst in den Totenkopfverbänden von der Wehrmachtsführung nicht als Ableistung der allgemeinen Wehrpflicht anerkannt. Dieses änderte sich mit der Aufstellung der sogenannten Verstärkten SS-Totenkopfstandarten (Polizeiverstärkung), deren Aufstellung durch Hitler am 17. August 1938 beschlossen wurde: Der Dienst in ihnen galt ebenfalls als anerkannte Ableistung der Wehrpflicht, da sie primär als militärische Unterstützungseinheiten der Verfügungstruppe und nicht mehr als KZ-Wachverbände vorgesehen waren.
Ab 1936 erhielten die Totenkopfverbände ihren Sold aus dem staatlichen Polizeietat, zuvor waren sie von der Polizei der Länder finanziert worden.
Bis zur Eingliederung der Totenkopfverbände in die Waffen-SS (1940) war für eine Einstellung die Mitgliedschaft in der NSDAP maßgeblich.

### Ausweis und Uniformen
Gleich den frühen Angehörigen der Verfügungstruppe rekrutierten sich die ersten Angehörigen der Totenkopfverbände aus den Reihen der Allgemeinen SS.
Während 1933–1934 die Uniform noch privat beschafft werden musste, war es ab 1935/36 bei den Totenkopfverbänden Usus, dass diese nun über die SS-Kleiderkasse oder über die Reichszeugmeisterei kostenlos bezogen werden konnte.
1936–1940 besaßen die Angehörigen der Totenkopfverbände eigene Dienstausweise (Dienstausweis der SS-Totenkopfverbände), die sich eng an den Dienstausweisen der Polizei orientierten. Auf der Rückseite dieser Ausweise war angegeben, wann ein SS-Anwärter der SS-TV mit seiner Ernennung zum SS-Mann rechnen konnte.
Im Standortdienst verwendeten auch die Totenkopfverbände die schwarze Uniform der Allgemeinen SS, allerdings ohne Einheitsspiegel und Ärmelstreifen. Dieses war dem Fakt geschuldet, dass sich die Angehörigen der Totenkopfverbände ursprünglich aus SS-Männern aus unterschiedlichen Einheiten zusammensetzten und dass für sie noch keine Einheitskennzeichen entworfen worden waren.
Ihre Anwärter mussten sich bis 1936 ihre Uniform selbst besorgen, was sie mit den Anwärtern der Allgemeinen SS gemein hatten. Auch ihnen war es verboten, mit Ausnahme der Hakenkreuzarmbinde am linken Oberarm und den erlaubten Mützenabzeichen (Totenkopf und NSDAP-Adler) irgendwelche SS-Insignien zu tragen.
1935 führten die Totenkopfverbände erdbraune Uniformen ein, die um die in der Verfügungstruppe verwendeten Schulterklappen ergänzt wurden. Die erdbraunen Uniformen waren explizit für den „Lagerdienst“ vorgesehen, dem Einsatz in einem Konzentrationslager.
1941 wurde diese Uniform zugunsten der feldgrauen Uniform der Waffen-SS aufgegeben. Restbestände jedoch wurden weiterhin an Ausbildungs- und Ersatzeinheiten ausgegeben bzw. von Veteranen der Totenkopfverbände während des Zweiten Weltkrieges aufgetragen.

### Eintritt in die SS-Totenkopfverbände
1933–1934 orientierte sich das Meldesystem der Totenkopfverbände eng an dem der Allgemeinen SS, denen sie sich recht lange noch verbunden fühlten. Interessierte gaben im Januar/Februar im Alter zwischen 17 und 17½ Jahren und einer Mindestgröße von 170 cm ihren Aufnahme- und Verpflichtungsschein (AV-Schein) beim örtlichen SS-Sturm abgab und mit diesem Schein um Aufnahme zum 1. April bat. Der Sturmführer entschied, welcher SS-Gliederung die Betroffenen zugeteilt wurden. Es kam jedoch auch vor, dass sich Kandidaten von sich aus für den Dienst bei den „SS-Wachverbänden“, das heißt, für den Einsatz in einem Konzentrationslager, meldeten. Der Annahmetag des AV-Scheins galt als Eintrittsdatum in die Totenkopfverbände.
1934–1939 entschied dann die Inspektion der Wachverbände, ob Kandidaten den Vorgaben des Führers der Totenkopfverbände entsprachen und geeignet waren, in einem KZ eingesetzt zu werden.
Ab 1936 erfolgten gemeinsame Aushebungen aller SS-Gliederungen und der Polizei nach einem für alle geltenden Reglement, das sich ab 1940 eng an dem der Wehrmacht orientierte: SS-Anwärter der TV mussten nun bei 17 Jahren eine Mindestgröße von 165 cm und durften nicht älter als 25 Jahre sein.
Ab 1938 lagen auch bei den Totenkopfverbänden die Meldeschlüsse beim 1. April für eine Einstellung zum 1. Oktober bzw. beim 1. August für eine Einstellung zum 1. April des Folgejahres.
Alle Kandidaten verpflichten sich für die Dauer von 12 Jahren und gaben vorab ihre Einwilligung, dass wenn sie für die Führerlaufbahn geeignet schienen, mit einer Dienstzeitverlängerung auf 25 Jahre einverstanden waren. Hier orientierten sich die Totenkopfverbände an den Vorgaben der Polizei.
Am 17. August 1938 legte Adolf Hitler fest, dass in den Totenkopfverbänden nur noch Anwärter aufgenommen werden durften, die bereits ihrer Wehrpflicht nachgekommen waren. Dadurch stieg das Mindestalter dort von 17 auf 25 bis 35 Jahre. Mit dieser Einschränkung und der damit vorweggenommenen Möglichkeit, im Kriegsfall als Reserve für die Polizei und Verfügungstruppe zu dienen, kam Hitler einem Wunsch des Oberkommandos der Wehrmacht nach, die neben der Verfügungstruppe keinen zweiten SS-Militärverband dulden wollte.
Bereits am 19. September 1939 revidierte Hitler diese Einschränkung, als er nun die Aufstellung sogenannter Verstärkter SS-Totenkopfstandarten genehmigte, die von Anfang an wie Polizeiregimenter („Polizeiverstärkung“) aufgezogen wurden. In diese konnten sich nun auch wieder 17- bis 18-Jährige (Jahrgänge 1921–1922) bewerben, die dort nicht mehr explizit auf die Rolle eines KZ-Personals, sondern als rein militärische Einheiten geschult wurden, um im Kriegsfall Sicherungsaufgaben auszuüben und gegebenenfalls die Verfügungstruppe im Fronteinsatz militärisch zu unterstützen. Hier war die neue Mindestgröße 168 cm bei 17 Jahren. Und bei Abgabe ihres Aufnahme- und Verpflichtungsscheins wurden die SS-Anwärter der TV darauf hingewiesen, dass sich nach Beendigung ihrer Dienstzeit in die Polizei (einschließlich Gestapo) versetzt oder im Osten als „Wehrbauern“ eingesetzt werden konnten. Voraussetzung dieser Jahrgänge war, dass sie noch nicht für die Wehrmacht ausgehoben und keinen Freiwilligenschein für den Einsatz in der Wehrmacht abgegeben hatten.
1942/43 wurde die Mindestgröße schließlich auf 168 cm und einem Höchstalter von 45 Jahren festgesetzt.

### Dauer der Anwartschaft und SS-Dienst
In den Totenkopfverbänden galt seit 1937, dass alle Anwärter eine Anwartschaft von 1½ Jahren zu durchlaufen hatten. In den ersten drei Dienstjahren konnten auch sie in diverse Staffeldienstgrade ernannt werden. Ihr Sold entsprach in etwa dem eines Angehörigen der Verfügungstruppe.
Gleich den Anwärtern der Allgemeinen SS durchliefen auch die Anwärter der TV eine dreimonatige Probezeit in den Bewerberzügen sowie eine dreimonatige Bewährungszeit in den Lehrstürmen der Totenkopfverbände. Doch anders als in der Allgemeinen SS konnte die Zugehörigkeit zu den Totenkopfverbänden jedoch nicht beendet werden, was aus ihrem Aufgabenbereich heraus zu betrachten ist: Allenfalls eine Versetzung zur Allgemeinen SS war möglich. Bei grober Pflichtverletzung oder unehrenhaften Verhaltens war der Ausstoß aus der Gesamt-SS unumgänglich. Daher „übersahen“ einige KZ-Kommandanten Verstöße und meldeten diese nicht.
Der „SS-Dienst“ entsprach im Wesentlichen dem der Verfügungstruppe. Auch hier folgte dieser einem Vier-Wochenrhythmus: 1 Woche „Standortdienst“, 2 Wochen „Einsatzdienst“ und 1 Woche „Weltanschauliche Schulung“.
„Standortdienst“ entsprach dem der Verfügungstruppe und umfasste Verwaltungs- und Schreibarbeit in den Büros, das Säubern der Kleidung oder der Baracken. Auch die Waffenpflege und -instandhaltung gehörte dazu.
„Streifendienst“ war unter anderem an verschiedenen Tagen SS-Angehörige in ihrer Frei- und Dienstzeit zu kontrollieren.
„Einsatzdienst“ konnte entweder „Lagerdienst“ (Postenkette, Häftlingsbegleitkommando, Einsatz auf den Wachtürmen) oder auch Repräsentationsaufgaben wie die Stellung von Ehrengarden oder der Einsatz als „Aufmarsch-SS“ bzw. „Absperr-SS“ bilden.
Großer Wert wurde in den Totenkopfverbänden auf den Dienstsport gelegt, was ihren Wurzeln in der Allgemeinen SS geschuldet ist.
„Lagerdienst“ beinhaltete von Anfang an auch den Einsatz im „Schutzhaftlager“ in einem der drei großen Konzentrationslager (KZ Dachau, KZ Sachsenhausen, KZ Buchenwald), wo SS-Anwärter der TV intensiv auf ihre Rolle als KZ-Personal vorbereitet wurden. Als Teil der „Lager-SS“ traten SS-Anwärter der TV vielfach durch besondere Grausamkeit hervor, wie später Überlebende berichten sollten.
Eine wichtige Rolle spielte die „Weltanschauliche Schulung“ in den Totenkopfverbänden. Diese nahmen die Schulung wichtiger als alle anderen SS-Gliederungen. Man wurde hier ideologisch gegen den „Feind hinter dem Stacheldraht“ geschult. Dabei folgten die Ausbilder der Übungslager der sogenannten Dachauer Schule, die von Theodor Eicke entwickelt wurde, um das KZ-Personal nach und nach zu entmenschlichen; so erreichten diese rasch die emotionale Abstumpfung der SS-Anwärter der TV, für die letztendlich Gewalt und Folter zur alltäglichen Gewohnheit wurde.
Nachdem der SS-Anwärter der TV in den ersten sechs Monaten seiner Zugehörigkeit zu den Totenkopfverbänden sein SA-Sportabzeichen sowie sein Reichssportabzeichen in Bronze erworben hatte, trat auch er, nachdem er bereits am 20. April seinen Führereid geleistet hatte, seinen Reichsarbeitsdienst und die Wehrpflicht an. Wie im Fall des SS-Anwärters der Allgemeine SS ruhte während dieser Zeit seine Zugehörigkeit zu den Totenkopfverbänden und er wurde als SS-Zugehöriger in den Mitgliederlisten geführt.
Nach Beendigung seiner Wehrdienstzeit kehrte der SS-Anwärter der TV wieder in seine reguläre Einheit zurück und nahm dort seinen vielschichtigen Dienst wieder auf. Darüber hinaus wurde er erneut einer massiven ideologischen Indoktrinierung unterzogen und leistete am 9. November erneut einen Führereid auf Hitler sowie den Sippeneid ab, seine Familie ganz im Sinne der SS zu gründen und zu führen.

## Waffen-SS
Freiwilligenbewerber der Waffen-SS war die Sammelbezeichnung jener Kandidaten, die von der SS-Untersuchungskommission als „SS-tauglich“ empfunden und denen nach der Ableistung ihrer vierjährigen Dienstzeit ein Übertritt in die Polizei und in die Allgemeine SS offen stand. Sie verpflichteten sich zudem, bei Eignung eine SS-Führerlaufbahn einzuschlagen und dementsprechend auf 12 Jahre zu verlängern.
War es bis 1938/39 bei der späteren Waffen-SS üblich, dass ihre Freiwilligenbewerber SS-tauglich im Sinne der Allgemeinen SS sein mussten, änderte sich die bisher vertretende Definition. Das ab 1939 herausgegebene Merkblatt für den Eintritt in die Waffen-SS legte neu fest, dass bei den gemeinsamen Aushebungen für Allgemeine SS, Waffen-SS und Deutsche Polizei die Kandidaten der Allgemeinen SS nun SS-würdig im Sinne der Waffen-SS zu sein hätten.
Ab März 1940 wurde die SS-Verfügungstruppe offiziell in Waffen-SS umbenannt. Ab diesem Zeitpunkt war für SS-Freiwillige mit dem Einrücken in die entsprechende Waffen-SS-Einheit oder den entsprechenden Verband die einheitliche Rangbezeichnung SS-Oberschütze verbindlich. Dies traf gleichermaßen zu auf ausländische Freiwilligenbewerber.

### Ausweis und Uniformen
Reichsdeutsche Waffen-SS-Soldaten besaßen zwei Personaldokumente, die sie als Angehörige der Waffen-SS auswiesen: Jene, die im Sinne der SS-Ideologie als deutschblütig („arisch“) anerkannt waren, waren Inhaber eines SS-Ausweises. Jene, über deren endgültige Übernahme in die Waffen-SS noch nicht entschieden war, besaßen weiterhin vorläufige SS-Ausweise. Als Teil des damaligen aktiven Feldheeres besaßen sie das SS-Soldbuch, das gleichzeitig auch als Personalausweis diente. Dieses Soldbuch erhielten im Laufe des Zweiten Weltkrieges auch die Freiwilligenverbände der Waffen-SS, womit sie unter die SS-Gerichtsbarkeit fielen.
In Friedenszeiten und im Standortdienst war auch für die Waffen-SS die schwarze Uniform vorgeschrieben. Im Letzteren wurde diese Vorschrift Himmlers jedoch nicht eingehalten, sondern auch hier wurde die feldgraue Uniform der Frontverbände getragen.
Die kämpfende Truppe besaß zudem zahlreiche Sonderbekleidung, die sie sich teilweise mit der Wehrmacht teilte. Aber auch Eigenentwicklungen wie Tarnbekleidung usw. wurde immer mehr getragen.
Bezogen wurde die Uniform über die SS-Kleiderkasse und deren Bekleidungswerken und war Eigentum des Staates. Nach Ausscheiden aus dem aktiven Dienst in der Waffen-SS musste diese gleich ob intakt oder verschlissen, an die Kleiderkasse zurückgesandt werden.

### Eintritt in die Waffen-SS
1939–1942 waren die Meldeschlüsse für Freiwilligenbewerber der Waffen-SS die gleichen, wie sie bis zur Schaffung der Waffen-SS bei der Verfügungstruppe und den Totenkopfverbänden bestand: Für eine Einstellung zum 1. Oktober musste sich bis zum 1. Februar beworben werden, für eine Einstellung zum 1. April bereits am 1. August des Vorjahres.
Bei den ab 1938/39 stattfindenden Musterungen wurden generell 17- bis 45-Jährige gezogen, die ihren Meldezettel (ehemals Freiwilligenschein) bei einem Ergänzungsamt der Waffen-SS oder bei einer Standarte der Allgemeinen SS abgegeben hatten.
Die Waffen-SS unterschied in länger dienende Freiwillige mit 4½jähriger Verpflichtung (17- bis 35-Jährige) und länger dienende Freiwillige mit 12-jähriger Verpflichtung (17- bis 23-Jährige).
16½-Jährige konnten sich ebenfalls zur Waffen-SS melden, wenn sie unmittelbar nach Abgabe ihres Meldezettels ihren sechsmonatigen Reichsarbeitsdienst antraten und nach dessen Ende das 17. Lebensjahr vollendet hatten.
Bis 1942/43 richtete sich die Musterung nach der Freiwilligen nach Heeresvorgaben. Spätestens 1943 wurde vonseiten des Kommandoamtes der Waffen-SS das Freiwilligkeitsprinzip fallengelassen und es wurde regulär mit den stattfindenden Musterungen der Wehrmacht Rekruten eingezogen.
Um die Verluste der Frontverbände aufzufangen, wurden die bis dahin strengen Aufnahmekriterien der Waffen-SS immer mehr aufgeweicht: Schließlich wurden Rekruten aufgenommen, die nicht nur schlechte Zähne, sondern auch schlechte Augen besaßen: So galten schließlich Zahnfäule und Augenbrechungsfehler bis zu vier Dioptrien bei gleichzeitigem Astigmatismus als „SS-tauglich“, wenn mindestens fünf Kaueinheiten und eine die Augenschwäche ausgleichende Sehhilfe vorhanden war. Zuvor waren dies absolute Ausschlusskriterien.
Mindestgröße waren ab 1939 bei 17-jährigen 168 cm, bei 18-jährigen 169 cm, bei 19-jährigen 170 cm, bei 20-jährigen 171 cm und bei 21-jährigen 172 cm.
Für die Leibstandarte Adolf Hitler waren 178 cm vorgesehen, die nach und nach über 180 cm auf 184 cm erhöht wurde.
Die Musterungen der Waffen-SS erfolgten nun nach den Vorschriften des Heeres, dennoch blieb der Musterungsbefund „SS-tauglich“ bestehen, die ihre Entsprechung in kriegsverwendungsfähig SS (kv-SS) hatte. Den dieser Kategorie zugeteilten Freiwilligen stand eine Übernahme in die Allgemeine SS offen, wenn sie ihren Kriegsdienst beendet hatten.
Im September 1942 wurde das Musterungssystem in der Waffen-SS noch weiter vereinfacht und 1943, als mit ukrainischen Freiwilligen die Division Galizien aufgestellt wurde, verfügte man von offizieller Seite aus, dass nun auch Freiwillige der Rassegruppen III und IV in die Waffen-SS eingebunden werden könnten.

### Dauer der Anwartschaft und Dienst in der Waffen-SS
Eine klassische Anwartschaft, wie sie in den Vorgängerorganisationen der Waffen-SS bestanden hatte, besaß die Waffen-SS nicht. Sie hatte die dreimonatige Probezeit der Verfügungstruppe übernommen, in der die Grundausbildung der Rekruten vorgenommen wurde. Innerhalb dieser Zeit konnten diese in die Wehrmacht übertreten oder ohne Angabe von Gründen entlassen werden, wenn die Ausbilder die Meinung vertraten, dass der Betreffende für einen Dienst in der Waffen-SS ungeeignet war.
Obgleich die Waffen-SS als integraler Teil der Gesamt-SS ideologisch zu schulen war, geriet dieser „Weltanschauliche Unterricht“ während des Krieges immer mehr in den Hintergrund. Wenn das SS-Schulungsamt die Kasernen besuchte, um die ideologische Indoktrinierung zu überprüfen, gaben sich die reichsdeutschen Rekruten interessiert und erfüllten die in ihnen gesetzten Erwartungen. Sie waren ja bereits in der HJ entsprechend geschult worden.
Der „Dienst in der Waffen-SS“ umfasste zum einen den „Standortdienst“ (oder „Heimatdienst“) und den „Gefechtsdienst“. „Standortdienst/Heimatdienst“ umfasste alle Tätigkeiten, die mit der SS-Kaserne zusammenhingen. „Gefechtsdienst“ umfasste Waffenkunde, Militärrecht, Geländekunde sowie die Standortsicherung und Manöver. Vor allem galt der Kriegseinsatz als hauptsächliche Einsatztätigkeit.
Gelegentlich nahmen Einheiten der Waffen-SS an Parademärschen und Repräsentationsaufgaben teil, was eher am klassischen „Einsatzdienst“ der Verfügungstruppe erinnerte.
Es kam auch vor, dass nicht mehr kriegsverwendungsfähige Waffen-SS-Soldaten in Konzentrationslager versetzt wurden, wo sie zu Wachsturmbannen z. b. V. zusammengefasst wurden. Diese waren nach Abzug kriegsverwendungsfähiger Angehöriger der „Lager-SS“ und der „Wachverbände“ (SS-Totenkopf-Wachsturmbanne) für gewisse Bereiche des „Schutzhaftlagers“, aber insbesondere für die Außenbewachung des KZ zuständig.
Die Waffen-SS galt bis zu ihrer Auflösung durch die Alliierten (1945) als integraler Teil der Gesamt-SS. Daher waren ihre Angehörigen nicht nur militärisch, sondern auch ideologisch zu schulen. Das heißt, auch bei ihnen fand der durch Hitler im August 1938 verordnete weltanschauliche Unterricht statt; nach dem Krieg würden viele Waffen-SS-Soldaten behaupten, dieser weltanschauliche Unterricht habe nur eine untergeordnete Rolle bei ihrer Ausbildung gespielt und sei nach 1940 de facto nicht mehr existent gewesen. Diese These wurde vor allem durch Paul Hausser und Felix Steiner im Rahmen der Hilfsgemeinschaft auf Gegenseitigkeit der Angehörigen der ehemaligen Waffen-SS (einer Nachkriegsorganisation der Soldaten der ehemaligen Waffen-SS) nach außen vertreten, um den von ihnen aufgestellten Mythos zu halten, die Soldaten der Waffen-SS seien normale Soldaten wie Andere auch gewesen.